# Liga IV
La Liga IV, già Divizia D, è la quarta divisione del campionato rumeno di calcio. Organizzata a livello provinciale, per importanza è preceduta dalla Liga I, dalla Liga II e dalla Liga III.

## Formato
Il campionato è composto di 42 gironi, organizzati su base regionali dalle associazioni locali, che decidono numero di partecipanti e formato dei rispettivi gironi. Il sistema più comune è quello del girone all'italiana con gare di andata e ritorno, mentre altre associazioni dividono le squadre in 2 o talvolta 4 gironi, con le prime classificate che giocano spareggi per decretare la squadra vincente. La federazione che ha registrato meno squadre è quella del Distretto di Mureș, che prevede 8 squadre che giocano 4 volte l'una contro l'altra.
Un totale di 21 squadre vengono promosse in Liga III, e queste sono decise attraverso un meccanismo di play-off strutturato su base geografica.

## Storia
Il campionato nasce con il nome di Divizia D nel 1950, quando l'allora Repubblica Socialista di Romania ha adottato una suddivisione in regioni, con ognuna che aveva un suo campionato dilettantistico. 
In alcuni periodi, durante i quali la Divizia C non venne organizzata, la Divizia D ha costituito il terzo livello del campionato rumeno, finché nel 1963 la Divizia C non ha iniziato ad essere disputata regolarmente.
Nel 2006, per uniformarsi alle serie superiori, fu rinominata in Liga IV.